# Pachyrhachis
Pachyrhachis es un género de serpientes extinto. Se caracteriza por contar con patas traseras bien desarrolladas. Ha sido conocido por los registros fósiles descubiertos en Ein Yabrud, cerca de Ramallah, en Cisjordania central. 

## Descripción
Es uno de los tres géneros de serpientes cenomanianas conocidos con miembros posteriores. Muchas de las modernas pitones y boas de la actualidad, todavía tienen pequeños espolones óseos, donde habrían estado los miembros traseros millones de años atrás.

Las serpientes Pachyrhachis habrían tenido una longitud de alrededor de 1 m. Pachyrhachis fue originalmente descrita por Haas (1979, 1980) quién observó que tenía una mezcla desconcertante de características de serpiente y de lagarto; su estatus como una serpiente primitiva fue confirmada más tarde (Caldwell and Lee 1997). La posición de Pachyrhachis dentro de las serpientes está en debate (e.g. Lee and Scanlon 2002; Rieppel et al. 2003).

## Véase también

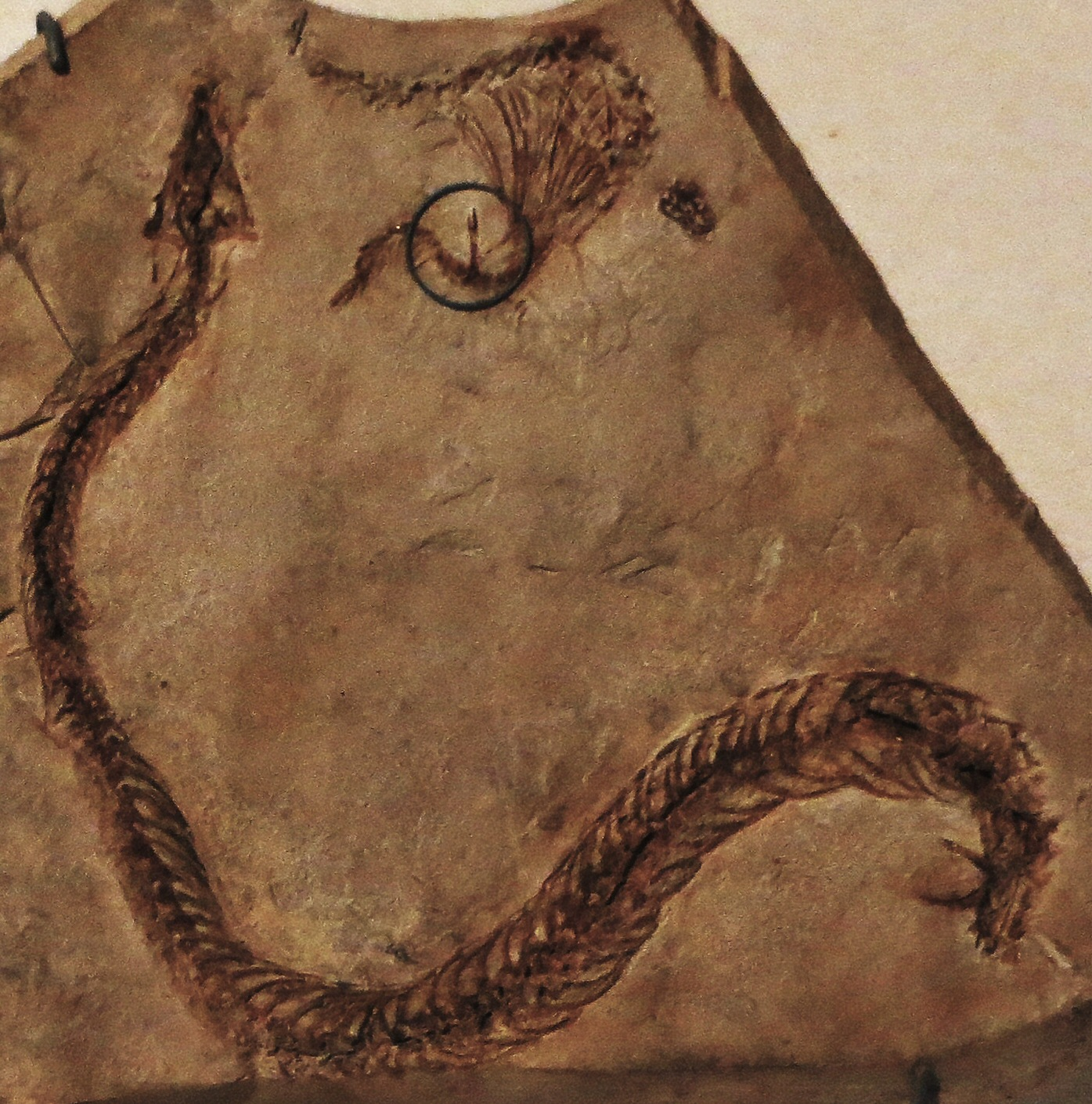
Fósil de Eupodophis.